# Kościół Wniebowzięcia Najświętszej Maryi Panny w Dobrzyniu nad Wisłą
Kościół Wniebowzięcia Najświętszej Maryi Panny w Dobrzyniu nad Wisłą – rzymskokatolicki kościół parafialny w mieście Dobrzyń nad Wisłą w województwie kujawsko-pomorskim. Mieści się przy ulicy Franciszkańskiej.
Świątynia pochodzi z przełomu XIII i XIV wieku, była parokrotnie rujnowana i odbudowywana. Po przebudowie na przełomie XIX i XX wieku zatraciła w większości swe cechy stylowe. Wyposażenie świątyni jest w stylu barokowym, w kaplicy wybudowanej w XVIII wieku znajduje się ołtarz wybudowany w stylu klasycyzmu w połowie XIX wieku. Do kościoła przylega budynek dawnego klasztoru Franciszkanów wybudowanego w XIV wieku i poddanego przebudowie na przełomie XVIII/XIX wieku.